# Новый Лентварис
Новый Лентварис (лит. Naujasis Lentvaris) — деревня в Лентварском старостве, в Тракайском районе Вильнюсского уезда Литвы. Располагается на северо-восточной части города Лентварис.

## Физико-географическая характеристика
Деревня Новый Лентварис располагается на северо-восточной части города Лентварис. Основные улицы: Senoji gatvė (Старая улица), Žvaigždžių gatvė (Звёздная улица), Saulės gatvė (Солнечная улица). Деревня насчитывает несколько небольших озёр, через Новый Лентварис протекают небольшие реки Фабрико (Fabriko upelis) и Восилите (Vosylytė).

## История
Деревня под названием Нов.Лентварис упоминается на Российских картах 1860 и 1872 годов, под названием Nw.Landwarów на Польских картах 1925 и 1933 годов, под названием Нв. Ландворово на Советских картах 1940 года, на картах 1985 и 1990 годов обозначена как Науясис-Лентварис.

## Население
| 1905                           | 1931 | 1959 | 1970 | 1979 | 1989 | 2001 | 2011 | 2021 |
| ------------------------------ | ---- | ---- | ---- | ---- | ---- | ---- | ---- | ---- |
| 139                            | 176  | 157  | 179  | 175  | 151  | 176  | 222  | 517  |
| Гистограмма динамики населения |      |      |      |      |      |      |      |      |

## Изображения

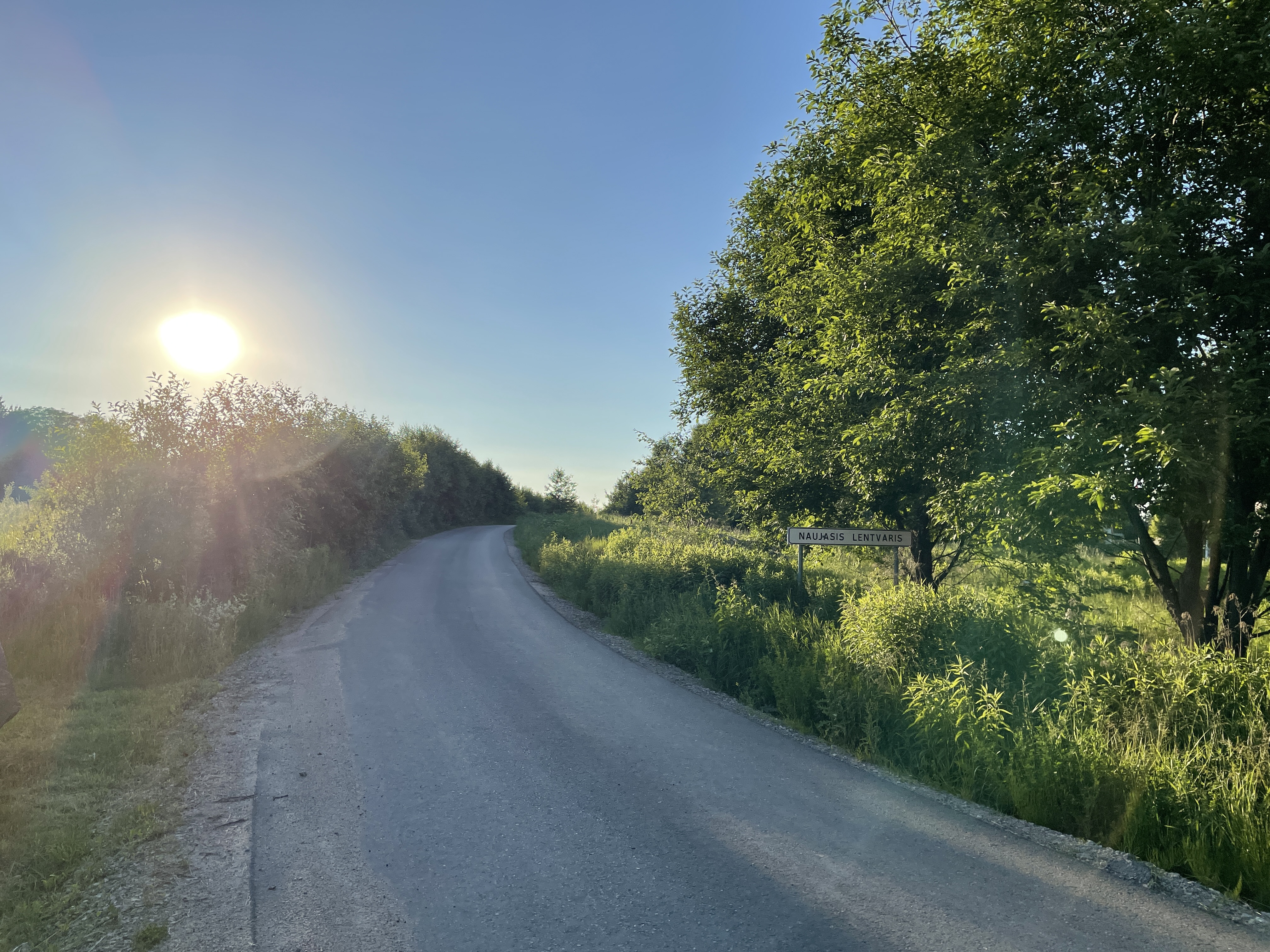
Улица Жвайгжджю (Žvaigždžių gatvė)
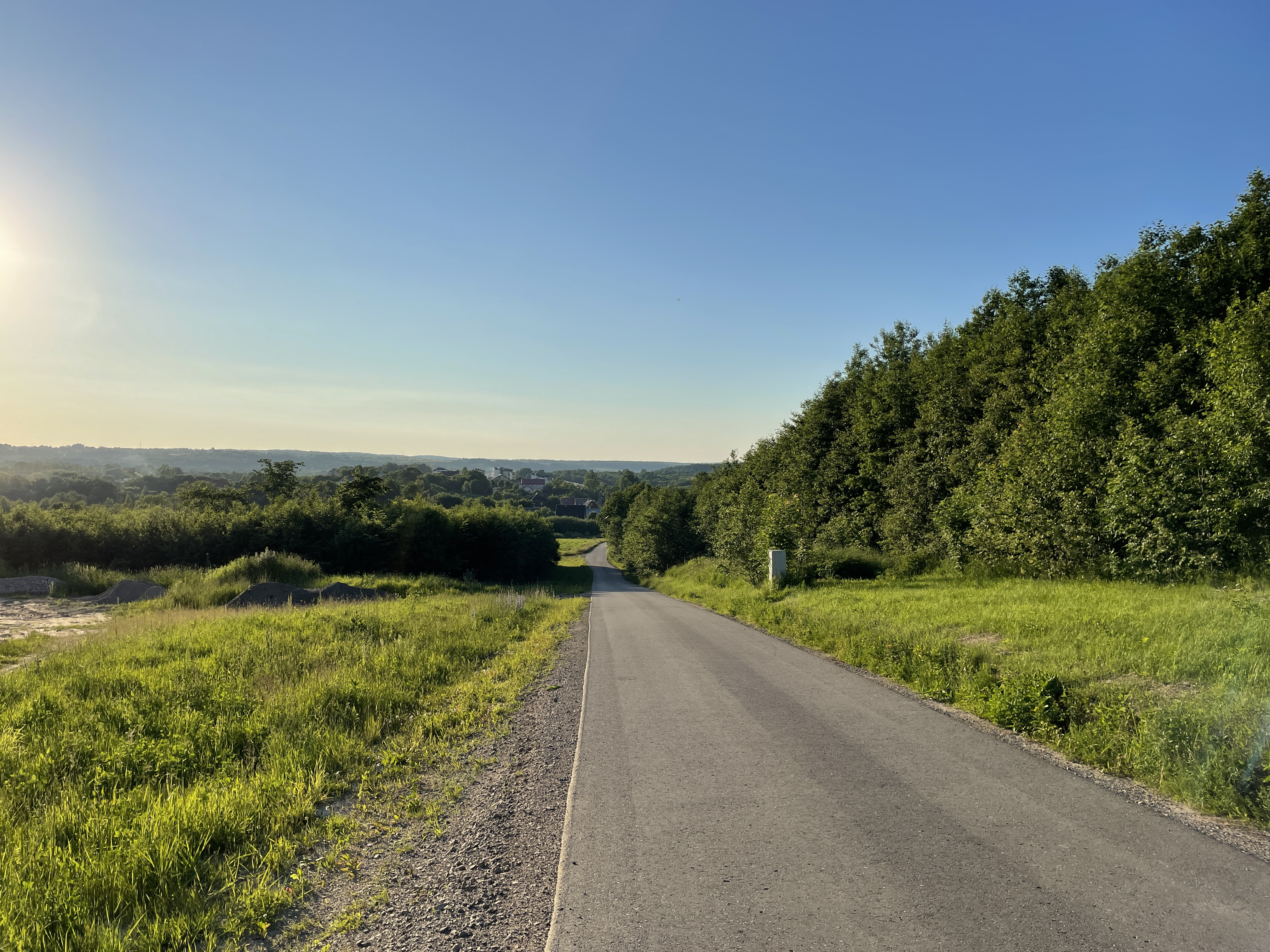
Улица Жвайгжджю (Žvaigždžių gatvė)
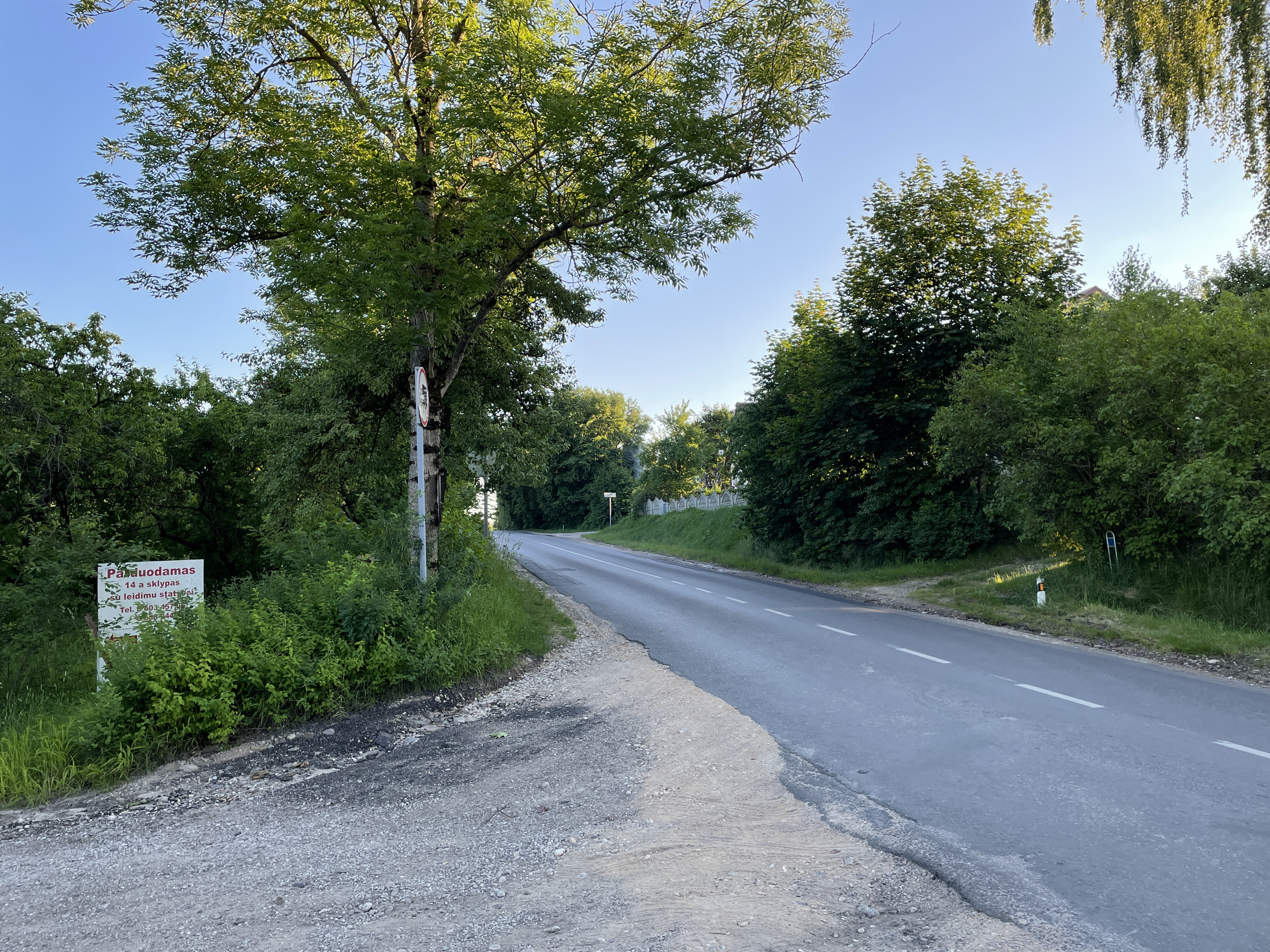
Улица Сянойи (Senoji gatvė)
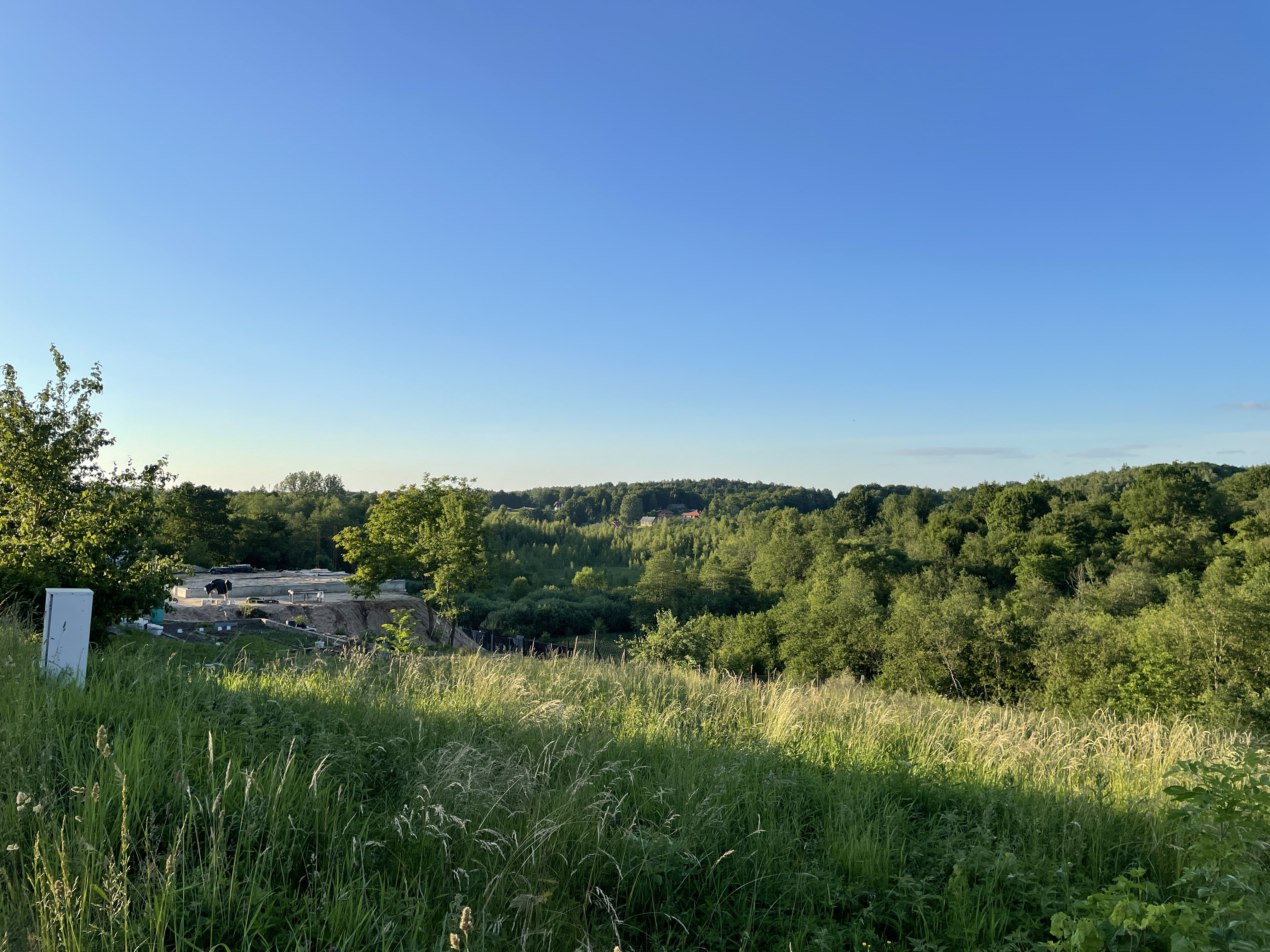
Новый Лентварис
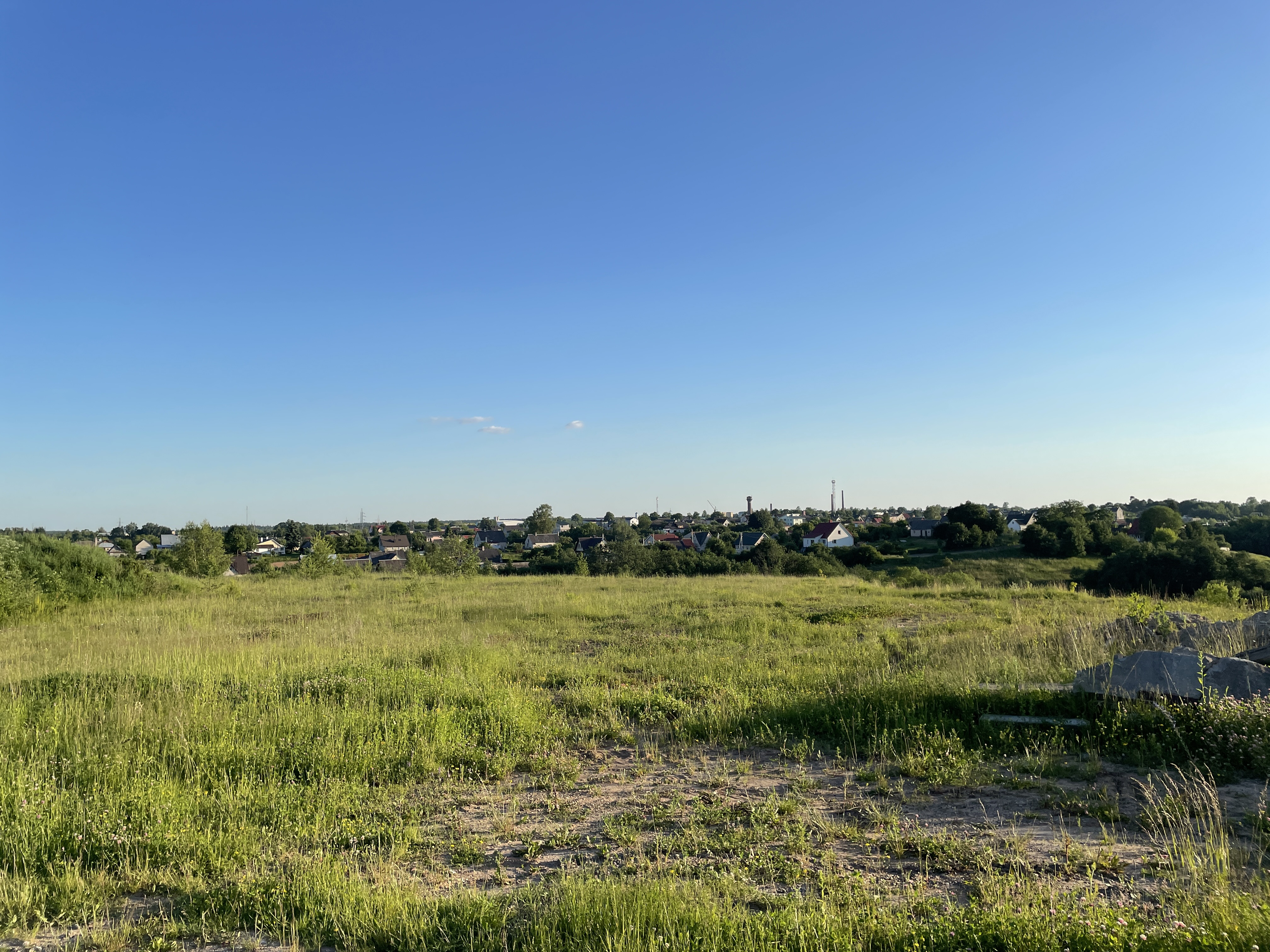
Вид на Лентварис со стороны Нового Лентвариса